# Frea unifuscovittata
Frea unifuscovittata là một loài bọ cánh cứng trong họ Cerambycidae.